# Giełczew (gromada)
Giełczew – dawna gromada, czyli najmniejsza jednostka podziału terytorialnego Polskiej Rzeczypospolitej Ludowej w latach 1954–1972.
Gromady, z gromadzkimi radami narodowymi (GRN) jako organami władzy najniższego stopnia na wsi, funkcjonowały od reformy reorganizującej administrację wiejską przeprowadzonej jesienią 1954 do momentu ich zniesienia z dniem 1 stycznia 1973, tym samym wypierając organizację gminną w latach 1954–1972.
Gromadę Giełczew z siedzibą GRN w Giełczwi (I) utworzono – jako jedną z 8759 gromad na obszarze Polski – w powiecie krasnostawskim w woj. lubelskim na mocy uchwały nr 9 WRN w Lublinie z dnia 5 października 1954. W skład jednostki weszły obszary dotychczasowych gromad Giełczew I, Giełczew II, Giełczew Doły i Radomirka ze zniesionej gminy Wysokie w tymże powiecie. Dla gromady ustalono 25 członków gromadzkiej rady narodowej.
31 grudnia 1959 gromadę włączono do powiatu bychawskiego w tymże województwie.
1 stycznia 1970 do gromady Giełczew włączono część obszaru wsi Sobieska Wola Druga o powierzchni około 1.850 ha (oddzieloną łąką od linii zabudowy) z gromady Sobieska Wola w powiecie krasnostawskim w tymże województwie.
Gromada przetrwała do końca 1972 roku, czyli do kolejnej reformy gminnej.